# Império do Mauá
O Grêmio Recreativo Escola de Samba Império do Mauá é uma escola de samba da cidade de Manaus, no estado do Amazonas.
Teve origem no bairro do Mauazinho, na região do Distrito Industrial, zona leste da capital amazonense. Tradicionalmente, além de desfilar pelo Grupo de Acesso C no Sambódromo, desfila também todos os anos na Avenida Rio Negro, principal rua do bairro.
Em 2012, a escola homenageou um jovem compositor local de Manaus, Allan Vasconcelos, oriundo da Mocidade do Coroado, e que ganhou diversas eliminatórias internas de samba-enredo em outras escolas.

## Segmentos

### Presidentes
| Nome            | Mandato     | Ref.  |
| --------------- | ----------- | ----- |
| Dom Fernando    | 2008 a 2018 | [ 1 ] |
| Hudson Quintela | 2019        |       |

### Casal de Mestre-Sala e Porta-Bandeira
| Ano  | Nome                       | Ref. |
| ---- | -------------------------- | ---- |
| 2019 | Brando Willis & Hanna Lima |      |

### Corte de Bateria
| ANO  | Rainha | Madrinha | Musa | Mestre de bateria        |
| ---- | ------ | -------- | ---- | ------------------------ |
| 2019 |        |          |      | Silvio Juan (Mestre uga) |

| Ano  | Colocação    | Grupo                     | Enredo | Carnavalesco     | Intérprete   | Ref          |
| ---- | ------------ | ------------------------- | --- | ---------------- | ------------ | ------------ |
| 2008 | 4º Lugar     | 3 (quarta divisão)        | O Império chegou - Da Ascensão de João ao Fico                                                                          |                  |              |              |
| 2009 | 3º Lugar     | B (terceira divisão)      | CEASA - Aonde tudo Começou,...Hoje é realidade!                                                                         |                  |              | [ 2 ]        |
| 2010 | Campeã       | C (quarta divisão)        | Preservação do Meio Ambiente                                                                                            |                  |              |              |
| 2011 | 4º lugar     | B (terceira divisão)      | Japurá, refúgio de guerreiros, terra de bravos!                                                                         |                  |              | [ 3 ]        |
| 2012 | 4º lugar     | Acesso C (quarta divisão) | A Corte Vibra e Exalta o Filho do Samba - Alan Vasconcelos, Menino de Ouro, Poeta Caboclo!                              | Jorge Granjeiro  |              |              |
| 2013 | 4º lugar     | Acesso C (quarta divisão) | O Samba Nosso de Cada Dia                                                                                               | Jorge Granjeiro  |              |              |
| 2014 | 5º lugar     | Acesso C (quarta divisão) | No Império do Mauá Ajuricaba vem reinar                                                                                 | Jorge Granjeiro  |              |              |
| 2015 | 3º lugar     | Acesso C (quarta divisão) | De caboclo resistente a soldado de luta, Platiny Soares, nos braços do povo                                             | Jorge Granjeiro  |              |              |
| 2016 | 5º lugar     | Acesso C (quarta divisão) | Sou do Nordeste, Sou Arigó, Sou Cabra da Peste! O Império do Mauá vem cantar a saga da Imigração Nordestina no Amazonas |                  |              |              |
| 2017 | Não desfilou | Não desfilou              | Não desfilou | Não desfilou     | Não desfilou | Não desfilou |
| 2018 | 6° Lugar     | Acesso C (quarta divisão) | Reconstruí, acreditei, o lixo reciclei                                                                                  |                  |              |              |
| 2019 | 5° Lugar     | Acesso C                  | Mauá... Um Grito de Emoção que Contagia, Exalando Alegria ao Som da Bateria.                                            | Eleandro Freitas |              |              |